# Тахта (Египет)
Та́хта (ар.: طهطا) — город и центр района в губернаторстве Сохаг в Египте. Расположен на западном берегу Нила, в 35 км к северу от Сохага и в 60 км к югу от Асьюта. Население города 85 528 человек (2006). Город известен мебельной промышленностью. 
Согласно легенде, город получил название по имени древнеегипетской принцессы.
Некоторые деревни под юрисдикцией Тахты:
- Эль-Хазендария-Шарк (ар.: الخزيندارية شرق)
- Шаттура (ар.: شطورة)
- Эс-Сауалим (ар.: السوالم)
- Эс-Сауамаа-Гарб (ар.: الصوامعة غرب)
- Бани-Аммар (ар.: بني عمار)
- Бани-Харб (ар.: بني حرب)

## Известные уроженцы Тахты
- Рифаа ат-Тахтави

- Тарик Эн-Нахейли

- Абдель-Насер Тауфик